# Xã Northview, Quận Christian, Missouri
Xã Northview (tiếng Anh: Northview Township) là một xã thuộc quận Christian, tiểu bang Missouri, Hoa Kỳ. Năm 2010, dân số của xã này là 6.562 người.